# Ronde van Italië 2013/Vierde etappe
De vierde etappe van de Ronde van Italië 2013 werd gereden op 7 mei. Het betrof een heuvelrit over 246 kilometer van Policastro Bussentino naar Serra San Bruno. De etappe werd in een massasprint gewonnen door de Italiaan Enrico Battaglin. De Italiaan Luca Paolini wist het roze met succes te verdedigen.

## Verloop
De vierde etappe begon met een vlak stuk en kort na de start vertrok een kopgroep met zeven renners. Op 95 kilometer van de streep valt de groep in tweeën, de ene helft werd ingelopen en de andere helft, met de Nederlander Pim Ligthart, bleef langer vooruit. Uiteindelijk is de Spanjaard Miguel Minguez de laatste die, op de eerste klim van de dag, werd teruggepakt door het peloton. Uiteindelijk was het de Italiaan Stefano Pirazzi die als eerste bovenkwam op de Vibo Valentia. Verschillende hooggeklasseerde renners kregen vervolgens problemen. Hieronder waren ook de Italiaanse topfavoriet Vincenzo Nibali en de best geklasseerde Nederlander Pieter Weening. Beiden wisten echter weer voor de laatste beklimming terug te komen. Op de laatste klim, de Croce Ferrata, was het de Italiaan Danilo Di Luca die samen met de Colombiaan Robinson Chalapud de aanval zocht. Uiteindelijk strandde de vlucht in het zicht van de haven. Op een kleine vijfhonderd meter voor de eindstreep werden de twee teruggepakt en werd er alsnog gesprint voor de eindzege. Deze sprint werd gewonnen door de Italiaan Enrico Battaglin, gevolgd door de Italianen Fabio Felline en Giovanni Visconti die respectievelijk tweede en derde werden.
In het algemeen klassement weet de Italiaan Luca Paolini zijn leidende positie te handhaven. De Brit Bradley Wiggins verliest door een breuk in het peloton veel tijd. Wiggins zakt weg in het algemeen klassement en de Colombiaan Rigoberto Urán neemt zijn tweede plaats over met een achterstand van zeventien seconden. Op de derde plaats volgt nu de Spanjaard Beñat Intxausti met een achterstand van 26 seconden. Na tijdverlies van Pieter Weening, eveneens door de breuk in het peloton, is nu Robert Gesink de beste Nederlander op de twaalfde plaats met een achterstand van 45 seconden. De bestgeklasseerde Belg is Francis de Greef. Hij staat met een achterstand van drie minuten en drie seconden op plaats 45.
De Italiaan Luca Paolini weet ook de leiding in het puntenklassement te behouden door het sprokkelen van punten bij de aankomst. De rode trui zal in de vijfde etappe gedragen worden door de Australiër Cadel Evans omdat Paolini al het roze om de schouders heeft. In het bergklassement heeft de Italiaan Giovanni Visconti de leiding weer overgenomen van de Belg Willem Wauters. Fabio Aru heeft de leiding in het jongerenklassement behouden. Ook de stand in het ploegenklassement verandert niet. Deze wordt nog steeds aangevoerd door de Russische Katjoesja ploeg.

## Uitslag
| Policastro Bussentino - Serra San Bruno (246 km) |                    |                           |          |
| Plaats                                           | Naam               | Ploeg                     | Tijd     |
| Winnaar                                          | Enrico Battaglin   | Bardiani Valvole-CSF Inox | 6u14'19" |
| 2                                                | Fabio Felline      | Androni Giocattoli        | z.t.     |
| 3                                                | Giovanni Visconti  | Team Movistar             | z.t.     |
| 4                                                | Rigoberto Urán     | Sky ProCycling            | z.t.     |
| 5                                                | Arnold Jeannesson  | FDJ                       | z.t.     |
| 6                                                | Cadel Evans        | BMC Racing Team           | z.t.     |
| 7                                                | Beñat Intxausti    | Team Movistar             | z.t.     |
| 8                                                | Ryder Hesjedal     | Team Garmin-Sharp         | z.t.     |
| 9                                                | Robert Kišerlovski | RadioShack-Leopard        | z.t.     |
| 10                                               | Luca Paolini       | Team Katjoesja            | z.t.     |
|                                                  |                    |                           |          |
| 17                                               | Steven Kruijswijk  | Blanco Pro Cycling        | z.t.     |
| 38                                               | Francis De Greef   | Lotto-Belisol             | + 10"    |

## Klassementen
| Algemeen klassement |                    |                           |           |
| Plaats              | Naam               | Ploeg                     | Tijd      |
| Roze trui           | Luca Paolini       | Team Katjoesja            | 15u18'51" |
| 2                   | Rigoberto Urán     | Sky ProCycling            | + 17"     |
| 3                   | Beñat Intxausti    | Team Movistar             | + 26"     |
| 4                   | Vincenzo Nibali    | Astana Pro Team           | + 31"     |
| 5                   | Ryder Hesjedal     | Team Garmin-Sharp         | + 34"     |
| 6                   | Bradley Wiggins    | Sky ProCycling            | z.t.      |
| 7                   | Giampaolo Caruso   | Team Katjoesja            | + 36"     |
| 8                   | Sergio Henao       | Sky ProCycling            | + 37"     |
| 9                   | Mauro Santambrogio | Vini Fantini-Selle Italia | + 39"     |
| 10                  | Cadel Evans        | BMC Racing Team           | + 42"     |
|                     |                    |                           |           |
| 12                  | Robert Gesink      | Blanco Pro Cycling        | + 45"     |
| 45                  | Francis de Greef   | Lotto-Belisol             | + 3'03"   |

| Puntenklassement |                |                        |        |
| Plaats           | Naam           | Ploeg                  | Punten |
| Rode trui        | Luca Paolini   | Team Katjoesja         | 35     |
| 2                | Cadel Evans    | BMC Racing Team        | 30     |
| 3                | Mark Cavendish | Omega Pharma-Quickstep | 28     |
|                  |                |                        |        |
| 20               | Bert De Backer | Argos-Shimano          | 11     |
| 25               | Pieter Weening | Orica-GreenEdge        | 9      |

| Bergklassement |                   |                 |        |
| Plaats         | Naam              | Ploeg           | Punten |
| Blauwe trui    | Giovanni Visconti | Team Movistar   | 13     |
| 2              | Robinson Chalapud | Colombia        | 9      |
| 3              | Willem Wauters    | Vacansoleil-DCM | 9      |
|                |                   |                 |        |
| 18             | Pieter Weening    | Orica-GreenEdge | 1      |

| Jongerenklassement |                 |                    |           |
| Plaats             | Naam            | Ploeg              | Tijd      |
| Witte trui         | Fabio Aru       | Astana Pro Team    | 15u20'06" |
| 2                  | Rafal Majka     | Team Saxo-Tinkoff  | + 19"     |
| 3                  | Carlos Betancur | AG2R-La Mondiale   | + 26"     |
|                    |                 |                    |           |
| 4                  | Wilco Kelderman | Blanco Pro Cycling | + 1'06"   |
| 15                 | Jens Keukeleire | Orica-GreenEdge    | + 13'24"  |

| Ploegenklassement |                 |           |
| Plaats            | Ploeg           | Tijd      |
|                   | Team Katjoesja  | 45u13'27" |
| 2                 | Sky ProCycling  | + 24"     |
| 3                 | Astana Pro Team | + 45"     |

## Uitvallers
- De Fransman Sandy Casar (FDJ) is niet gestart vanwege een breuk in zijn handwortelbeentje.[1]

1e etappe ·
2e etappe ·
3e etappe ·
4e etappe ·
5e etappe ·
6e etappe ·
7e etappe ·
8e etappe ·
9e etappe ·
10e etappe ·
11e etappe ·
12e etappe ·
13e etappe ·
14e etappe ·
15e etappe ·
16e etappe ·
17e etappe ·
18e etappe ·
19e etappe ·
20e etappe ·
21e etappe
Startlijst · Eindstanden · Afbeeldingen